# Paysage au bord du Lez
Paysage au bord du Lez est un tableau réalisé par le peintre français Frédéric Bazille en 1870, peu avant son départ pour la guerre franco-allemande. De format horizontal, cette huile sur toile est un paysage qui représente des arbres à proximité du Lez, dans l'Hérault. L'œuvre est conservée au Minneapolis Institute of Art, à Minneapolis, dans le Minnesota, aux États-Unis.